# Загливери
Загливери (грч. Ζαγκλιβέρι) је насељено место у општини Лагадина у периферији Средишња Македонија, Грчка. Према попису из 2021. године било је 1.774 становника.
Загливери су једно од најстаријих насеља у околини, према предању подигли су га грчки досељеници у 2. веку п. н. е. Према бугарском географу и историчару, Василу Канчову, у Загливерију је 1900. године живело 900 Грка и 260 Турака. Године 1924. турско становништво је принудно исељено у Турску а на њихово место су насељене грчке избеглице. На попису из 1928. године село је имало 2.707 становника.